# Ctenus unilineatus
Ctenus unilineatus là một loài nhện trong họ Ctenidae.
Loài này thuộc chi Ctenus. Ctenus unilineatus được Eugène Simon miêu tả năm 1897.